# Gerhard W. Baur
Gerhard Wolfram Baur (* 21. September 1932 in Freudenstadt; † 26. Dezember 2012 in Freiburg/Br.) war ein deutscher Germanist, Linguist und Dialektologe.

## Leben und Wirken
Gerhard W. Baur legte seine Reifeprüfung 1954 in Freudenstadt ab. 1955 begann er mit dem Studium der Germanistik, Geschichte und Philosophie an der Eberhard Karls Universität Tübingen. 1956 wechselte er an die Freie Universität Berlin, 1958 an die Universität Wien und im gleichen Jahr an die Universität Freiburg/Br. In Freiburg erfolgten 1966 und 1967 die beiden Staatsexamen für den höheren Schuldienst. Im Jahre 1966 promovierte er zum Dr. phil. bei dem Sprachwissenschaftler Friedrich Maurer über "Die Mundarten im nördlichen Schwarzwald". Seit 1968 war Baur dann als Akademischer Rat, Oberrat und später Direktor am Deutschen Seminar der Universität Freiburg/Br. tätig. Bis 1997 leitete er die Arbeitsstelle des Badischen Wörterbuchs und war vor allem als Dialektologe (vor allem mit Bezug auf den Schwarzwald) beschäftigt.

## Veröffentlichungen (Auswahl)
- Die Mundarten im nördlichen Schwarzwald. Zwei Bände (= Deutsche Dialektgeographie, Bd. 55a und 55b). Elwert, Marburg 1967 (= Dissertation Universität Freiburg/Br.).
- Mundartwandel im nördlichen Schwarzwald, dargestellt am Beispiel des Ortes Kniebis. In: Alemannisches Jahrbuch. Bd. 1968/69 (1970), S. 258–285.
- Zwei Varianten der „Baurenhochzeit“ von Sebastian Sailer. In: Alemannisches Jahrbuch. Bd. 1973, S. 129–162.
- Mundartwörterbücher im alemanischen Sprachraum. In: Montfort. Bd. 27 (1975), S. 194–248.
- (Mitbearb.): Badisches Wörterbuch. Bd. 3 (Teillieferungen). Schauenburg-Verlag, Lahr 1976ff.
- (Hrsg.): Warum im Dialekt? Interviews mit zeitgenössischen Autoren. Francke, Bern 1976, ISBN 3-7720-1307-4.
- Bibliographie zur Mundartforschung in Baden-Württemberg, Vorarlberg und Liechtenstein (= Idiomatica. Bd. 7). Niemeyer, Tübingen 1978, ISBN 3-484-10316-7 (2., neubearb. u. erw. Auflage 2002, mit Rudolf Post u. Friedel Scheer-Nahor, ISBN 3-484-24007-5).
- Mundarten. In: Ekkehard Liehl, Wolf Dieter Sick (Hrsg.): Der Schwarzwald. Beiträge zur Landeskunde (= Veröffentlichungen des Alemannischen Instituts. Bd. 47). Konkordia-Verlag, Bühl/Baden 1980, ISBN 3-7826-0047-9, S. 268–284.
- Der Dialekt von Schiltach und Umgebung. Eine Fallstudie im Rahmen der ‘klassischen’ Dialektologie. In: Werner Besch (Hrsg.): Dialektologie. Ein Handbuch zur deutschen und allgemeinen Dialektforschung. Bd. 1 (= Handbücher zur Sprach- und Kommunikationswissenschaft. Bd. 1,1). de Gruyter, Berlin 1982, ISBN 3-11-005977-0, S. 316–340.
- Quellen und Corpora. Zur Materialbasis deutschsprachiger Dialektwörterbücher. In: Hans Friebertshäuser (Hrsg.): Lexikographie der Dialekte (= Reihe Germanistische Linguistik. Bd. 59). Niemeyer, Tübingen 1986, ISBN 3-484-31059-6, S. 75–91.
- Mundartwörterbücher für alle. Zu Möglichkeiten des Sammelns, Ordnens, Erklärens und Publizierens von Dialektwortschatz. In: Beiträge zur Volkskunde in Baden-Württemberg. Bd. 2 (1987), S. 53–84.
- (Bearb.): Alemannische Mundartliteratur seit 1945 in Baden und im Elsass (= Themen der Landeskunde. Bd. 2). Konkordia-Verlag, Bühl/Baden 1987, ISBN 3-7826-0162-0.
- (Hrsg.): Alemannisch-schwäbische Mundartliteratur nach 1945. Formen, Entwicklungen, Tendenzen diesseits und jenseits des Rheins (= Themen der Landeskunde. Bd. 3). Konkordia-Verlag, Bühl/Baden 1989, ISBN 3-7826-0163-7.
- (Hrsg.): Mundart und Schule in Baden-Württemberg (= Themen der Landeskunde, Bd. 5). Konkordia-Verlag, Bühl/Baden 1990, ISBN 3-7826-0165-3.
- Sprache der Heimat. Die schwäbischen Gedichte des Sebastian Blau. In: Karlheinz Geppert u. a.: Josef Eberle. Poet und Publizist. Verlag Schwäbisches Tagblatt, Tübingen 2002, S. 97–106.

## Weblink
- Geschichte des Wörterbuchs mit einem Bild von Gerhard W. Baur.

| Personendaten    | Personendaten                                  |
| ---------------- | ---------------------------------------------- |
| NAME             | Baur, Gerhard W.                               |
| ALTERNATIVNAMEN  | Baur, Gerhard Wolfram (vollständiger Name)     |
| KURZBESCHREIBUNG | deutscher Germanist, Linguist und Dialektologe |
| GEBURTSDATUM     | 21. September 1932                             |
| GEBURTSORT       | Freudenstadt                                   |
| STERBEDATUM      | 26. Dezember 2012                              |
| STERBEORT        | Freiburg/Br                                    |